# Капароне (Пескара)
Капароне (итал. Caparrone) је насеље у Италији у округу Пескара, региону Абруцо.
Према процени из 2011. у насељу је живело 72 становника. Насеље се налази на надморској висини од 157 м.